# HC Škoda Pilsen

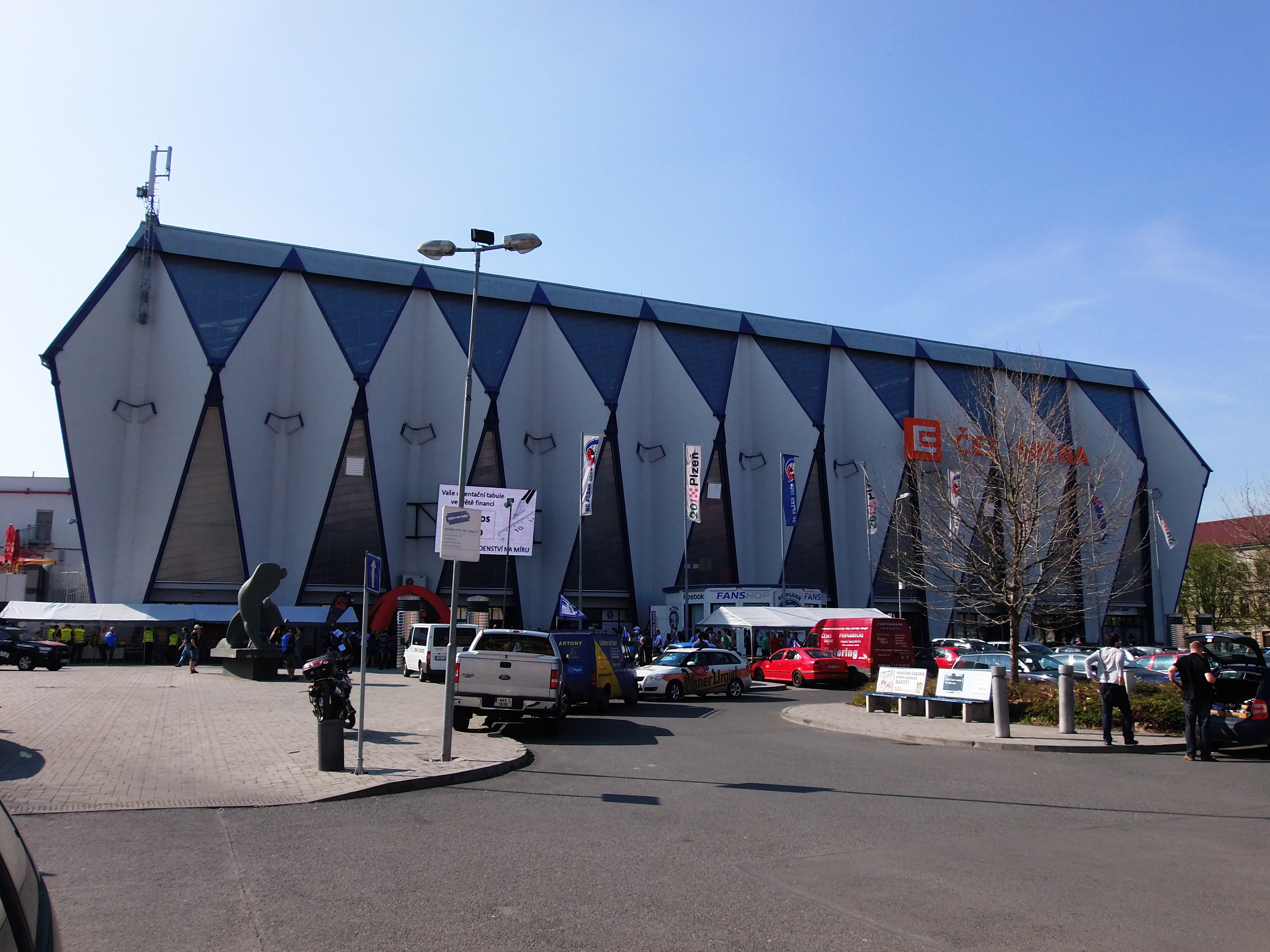
Stadion

HC Škoda Pilsen (Tsjechisch: HC Škoda Plzeň) is een ijshockeyclub uit de Tsjechische stad Pilsen. Sinds het seizoen 1993-1994 is de club actief in de hoogste professionele klasse van het land, de Extraliga. 
De vereniging werd in 1929 als SK Viktoria Plzeň opgericht. Ook de Pilsener voetbalclub, tegenwoordig FC Viktoria Pilsen, was op dat moment onderdeel van de vereniging. Na 1948 heeft de club vele verschillende namen gehad, waaronder de huidige naam sinds 2012. Het stadion van de Pilsener ijshockeyclub, de ČEZ Aréna, biedt plaats aan 8.211 toeschouwers. Huidige trainer is Marek Sýkora.